# هلن همانس
هلن همانس (انگلیسی: Helen Homans; February 8, 1877 – ۲۹ مارس ۱۹۴۹ (۷۲ سال)) تنیس‌باز اهل ایالات متحده آمریکا بود.
وی در سال ۱۹۰۶ قهرمان بخش انفرادی تنیس آزاد آمریکا و در سال ۱۹۰۵ قهرمان بخش دو نفره تنیس آزاد آمریکا به همراه کری نیلی شد.